# Benjamin Becker
Benjamin Becker (* 16. Juni 1981 in Merzig) ist ein ehemaliger deutscher Tennisspieler.

## Tenniskarriere
Im Alter von neun Jahren begann Becker mit Tennisspielen. Nach dem Abitur erhielt er ein Stipendium und begann ein Studium an der Baylor University in den Fächern International Business und Finance. Während seiner Zeit dort spielte er auch College Tennis und wurde amerikanischer Collegemeister des Jahres 2004 sowohl mit der Mannschaft der Universität als auch im Einzel. Im November 2005 entschied sich Becker entgegen früheren Planungen für eine Karriere als Tennisprofi. Mit Teilnahmen an zweit- und drittklassigen Turnieren kämpfte er sich in der Weltrangliste nach oben.

### Durchbruch 2006
Im Juni 2006 gelang es ihm erstmals, sich für ein Grand-Slam-Turnier zu qualifizieren. In der ersten Runde von Wimbledon besiegte er Juan Ignacio Chela. In der zweiten Runde kam gegen Fernando Verdasco das Aus in seinem ersten Fünfsatzmatch auf der Tour.
Als Nummer 112 der Weltrangliste qualifizierte er sich für die US Open in New York. Nachdem er in der ersten Runde Filippo Volandri und anschließend den gesetzten Sébastien Grosjean geschlagen hatte, traf er in Runde drei auf den Routinier Andre Agassi. Am Ende war es Becker, der in vier Sätzen die Oberhand behielt und damit Agassis lange Karriere beendete (dieser hatte zuvor angekündigt, dass die US Open sein letztes Turnier sein würden). Im Achtelfinale schied Becker in drei Sätzen gegen Andy Roddick aus. In der am 11. September 2006 erschienenen Weltrangliste war er mit Platz 76 erstmals unter den Top 100.
Beim ATP-Turnier in Tokio stoppte ihn im Halbfinale die Nummer 1, Roger Federer, mit 3:6 und 4:6. Sein Viertelfinalspiel gegen Jiří Novák am Tag zuvor hatte erst um 3:24 Uhr morgens (Ortszeit) geendet – das zweitspäteste Ende in der ATP-Geschichte.

### 2007
Auch bei den ATP-Turnieren in Delray Beach (3:6, 6:7 gegen James Blake) und in San José (6:7, 5:7 gegen Ivo Karlović) erreichte Becker das Halbfinale und kletterte so bis auf Weltranglisten-Rang 38. Zuvor hatte er bei den Australian Open nur knapp eine Überraschung verpasst. Er unterlag dort in der ersten Runde in fünf Sätzen Marat Safin.
Im weiteren Verlauf der Saison verlor Becker häufig schon in Runde eins oder zwei. Nur beim Rasenturnier in ’s-Hertogenbosch erreichte er das Viertelfinale, wo er Antony Dupuis (Nummer 345 der Weltrangliste) unterlag. Im September erreichte er in Bangkok sein erstes ATP-Finale, in dem er Dmitri Tursunow mit 1:6, 2:6 unterlag.

### Durststrecke und erster Turniersieg (2008–2009)
Nach einem enttäuschend verlaufenden Jahr 2008, in dem er neben vielen frühen Niederlagen, teilweise sogar in der Qualifikation, auch drei Viertelfinalteilnahmen in Adelaide, Memphis und Basel verbucht hatte, beendete er die Saison auf Platz 129 der Weltrangliste. Erst im Mai 2009 schaffte Becker durch Siege bei den Challenger-Turnieren von Heilbronn, Baton Rouge, Rhodos und Cremona sowie die Finalteilnahme in Ramat haScharon den Sprung zurück unter die Top 100. Im Juni erreichte Becker bei den Gerry Weber Open in Halle nach Siegen über Victor Hănescu und Rainer Schüttler als einer von fünf Deutschen die Runde der letzten Acht, wo er dem Qualifikanten Olivier Rochus unterlag. Eine Woche später gewann Becker im niederländischen ’s-Hertogenbosch, einem weiteren Vorbereitungsturnier für Wimbledon durch ein 7:5, 6:3 gegen Raemon Sluiter seinen ersten und einzigen Titel auf der ATP World Tour. Beim folgenden Grand-Slam-Turnier schied er in der zweiten Runde gegen Jürgen Melzer aus.
Beim Masters-Turnier von Cincinnati erreichte Becker Runde 2, wo er Lleyton Hewitt unterlag. Bei den US Open 2009/Herreneinzel schied er in der ersten Runde gegen Fernando Verdasco aus, genauso wie bei den fünf folgenden Turnieren. Er blieb in den folgenden fünf Turnieren ohne Sieg. Das letzte Turnier des Jahres spielte Becker beim Masters in Paris-Bercy. Dort unterlag er Nikolai Dawydenko deutlich in der zweiten Runde.

### 2010
Das Jahr begann für Becker mit einigen Zweitrundenniederlagen, etwa bei den Australian Open, wo er Nicolás Almagro in fünf Sätzen unterlag. In Delray Beach erreichte er zum ersten Mal in der Saison ein Viertelfinale. Das Miami-Masters war für Becker erfolgreich, er besiegte u. a. Ivan Ljubičić (13. der Weltrangliste) und Tommy Robredo (22.) und zog ins Achtelfinale ein. Dort verlor er gegen Andy Roddick. Bei zwei Masters der Sandplatzsaison zog er in die zweite Runde ein, wo er den favorisierten Juan Carlos Ferrero bzw. Roger Federer jeweils unterlag. Die French Open waren für ihn mit einer Erstrundenniederlage gegen Denis Istomin zu Ende.
Becker startete mit zwei aufeinanderfolgenden Halbfinalteilnahmen in Halle und s´Hertogenbosch erfolgreich in die Rasensaison. In Wimbledon verlor er gegen den späteren Finalisten Tomáš Berdych. Bis zum vierten Major des Jahres kam er bei keinem Turnier weiter als die zweite Runde. Bei den US Open schlug er im Auftaktmatch Daniel Brands und verlor in Runde 2 gegen David Ferrer.
In Bangkok spielte sich Becker mit Siegen über Mischa Zverev, der Nr. 8 der Fernando Verdasco und Daniel Brands ins Halbfinale. Das letzte gute Resultat erzielte er in St. Petersburg, wo Becker das Viertelfinale erreichte. Er beendete die Saison mit einer Matchbilanz von 29:31 und einem Preisgeld von 553.431 US-Dollar.

### 2011–2013: Absturz und Konsolidierung
Becker begann das Jahr auf Platz 53 der Weltrangliste. Nach dem Challenger-Turnier in Athen im April musste er eine längere Pause einlegen. Im November konnte er sein Comeback auf der feiern. Sportlich rutschte er dadurch auf Platz 315 der Weltrangliste ab.
Das erste Highlight des Jahres 2012 war der Einzug ins Halbfinale in Memphis. Er besiegte drei Top-75-Spieler, bevor gegen Milos Raonic Endstation war. Im Ranking sprang er dadurch auf Platz 155. Im Juni gewann Becker das Challenger-Rasenturnier in Nottingham gegen Dmitri Tursunow. In Wimbledon unterlag er, in der zweiten Runde, glatt in drei Sätzen gegen Radek Štěpánek. Dass ihm der Grasbelag liegt, bestätigte er in Newport. Über die Qualifikation gelangte er mit einem Sieg über Raonic ins Viertelfinale, das er verletzungsbedingt nicht antreten konnte. Im November gewann Benjamin Becker das Challenger in Ortisei gegen Andreas Seppi, damals auf Position 23 der Rangliste geführt. Das Jahr beendete er als 65. der Weltrangliste.
Das erste Grand-Slam Turnier 2013 in Australien war für ihn in der zweiten Runde gegen Juan Martín del Potro beendet. Mit Beginn des Turniers in Memphis im Februar sollte Becker bei zehn aufeinanderfolgenden Turnieren bereits in der ersten Runde scheitern. Mit dem Finaleinzug beim Challenger in Nottingham bewies er seine gute Form auf Rasen. Im Anschluss erreichte er im Queen’s Club das Viertelfinale, welches er ebenso wie das folgende Erstrundenmatch in Wimbledon gegen den Weltranglistenzweiten Andy Murray verlor. Im Juli und Oktober gewann Becker die Challengerturniere in Istanbul gegen Dudi Sela sowie in Eckental gegen Ruben Bemelmans. Zum Jahresende stand er auf Platz 79 der Weltrangliste.

### 2014 bis Karriereende
Im Februar noch auf Platz 93 der Weltrangliste platziert, sollte sich Becker bis Jahresende auf Platz 35, sein Karrierehoch, verbessern. Beim Masters in Miami erreichte er das Achtelfinale. In seinem dritten ATP-Finale beim Rasenturnier von ’s-Hertogenbosch unterlag Becker Roberto Bautista Agut mit 6:2, 6:7, 4:6. Im Anschluss stand er auf Platz 65 der Rangliste. Zu Beginn der Hartplatzsaison erreichte er in Atlanta das Halbfinale gegen Dudi Sela, dem er in drei Sätzen unterlag. Durch den Halbfinaleinzug in Tokio erreichte er Platz 46 der Weltrangliste. Er scheiterte gegen Kei Nishikori. Die höchste Ranglistenposition seiner Karriere datiert vom 27. Oktober 2014 mit Platz 35.
Zu Beginn der Saison 2015 zog Becker bei den Australian Open in die dritte Runde ein. Dies war sein bestes Grand-Slam Resultat seit dem Achtelfinaleinzug bei den US Open 2006. Dabei besiegte er in der zweiten Runde den ehemaligen Weltranglistenersten und Lokalmatador Lleyton Hewitt in fünf Sätzen. Erstmals in seiner Karriere gewann er ein Fünfsatzmatch, und erstmals dazu nach einem 0:2 Satzrückstand. Auch bei den French Open zog er in die dritte Runde ein, was sein bestes Resultat bei dem Turnier darstellte. Die Matches gegen Ruben Bemelmans und Sandplatzspezialist Fernando Verdasco gewann er beide in fünf Sätzen. Zum Drittrundenmatch gegen Kei Nishikori konnte er anschließend gesundheitsbedingt nicht antreten. Den Rest des Jahres schied er bei fast allen Turnieren in der ersten oder zweiten Runde aus. Die einzige Ausnahme war Kuala Lumpur, wo er nach einem Sieg u. a. gegen die Nummer 19. der Welt, Grigor Dimitrow, das Halbfinale erreichte. Gegen Jahresende ging er häufiger bei Challengers an den Start, in Mons und Eckental verlor er jeweils das Endspiel. Mit Rang 97 beendete er das Jahr knapp in den Top 100.
Im Jahr 2016 wechselten sich Turniere der Challenger und ATP Tour ab. Die besten Resultate zeigte er in Memphis und Delray Beach, wo er jeweils ins Viertelfinale einzog. Mit Steve Johnson besiegte er die Nummer 35 der Welt. Mit zwei Halbfinals und einem Finale in Columbus blieb Becker bei Challengers weiter erfolgreich und kam zum Jahresende auf Rang 119, nur etwa 20 Plätze schlechter als im Vorjahr. In Wimbledon gewann er das einzige Match auf Grand-Slam-Ebene. Im Jahr 2017 gelangen Becker nur drei Turnierteilnahmen auf der höchsten Ebene, scheiterte jedoch jeweils an der Auftakthürde; meistens schied er bereits in der Qualifikation aus. Im September 2017 beendete er seine Karriere.

### Davis Cup und Bundesliga
Becker wurde Anfang 2007 von Patrik Kühnen zum ersten Mal für die deutsche Davis-Cup-Mannschaft nominiert. In der ersten Runde, die Deutschland gegen Kroatien gewann, blieb er allerdings ohne Sieg. Im März 2010 wurde Becker für das Erstrundenspiel gegen Frankreich erneut ins Team berufen, er unterlag Jo-Wilfried Tsonga in vier Sätzen. Im unbedeutenden letzten Einzel verlor er auch gegen Julien Benneteau in zwei Sätzen. Das deutsche Team verlor am Ende mit 1:4. 2012 und 2015 kamen drei weitere Begegnungen dazu. Insgesamt weist er eine Bilanz von 1:6 auf.
Benjamin Becker spielt in Mannheim beim TK Grün-Weiß Mannheim in der Tennis-Bundesliga, wo er im Jahr 2007 eine Einzelbilanz von 2:1 und eine Doppelbilanz von 3:0 vorzuweisen hatte und Deutscher Mannschaftsmeister wurde.
Im Jahr 2022 spielt Ben Becker mit dem Verein TC Bad Homburg in der Bundesliga Herren 30.

## Erfolge
| Legende                                            |
| Grand Slam                                         |
| Tennis Masters Cup / ATP World Tour Finals         |
| ATP Masters Series / ATP World Tour Masters 1000   |
| ATP International Series Gold / ATP World Tour 500 |
| ATP International Series / ATP World Tour 250 (1)  |
| ATP Challenger Tour (9)                            |

| Titel nach Belag |
| Hartplatz (0)    |
| Sand (0)         |
| Rasen (1)        |

### Einzel

#### Turniersiege

##### ATP World Tour
| Nr. | Datum         | Turnier          | Belag | Finalgegner    | Ergebnis |
| --- | ------------- | ---------------- | ----- | -------------- | -------- |
| 1.  | 20. Juni 2009 | ’s-Hertogenbosch | Rasen | Raemon Sluiter | 7:5, 6:3 |

##### ATP Challenger Tour
| Nr. | Datum             | Turnier              | Belag         | Finalgegner        | Ergebnis             |
| --- | ----------------- | -------------------- | ------------- | ------------------ | -------------------- |
| 1.  | 13. März 2006     | Salinas              | Hartplatz     | Jesse Witten       | 4:6, 6:3, 6:2        |
| 2.  | 26. Januar 2009   | Heilbronn            | Hartplatz (i) | Karol Beck         | 6:4, 6:4             |
| 3.  | 6. April 2009     | Baton Rouge          | Hartplatz     | Rajeev Ram         | 6:2, 3:6, 6:4        |
| 4.  | 27. April 2009    | Rhodos               | Hartplatz     | Simon Stadler      | 7:5, 6:3             |
| 5.  | 18. Mai 2009      | Cremona              | Hartplatz     | Izak van der Merwe | 7:63, 6:1            |
| 6.  | 10. Juni 2012     | Nottingham           | Rasen         | Dmitri Tursunow    | 4:6, 6:1, 6:4        |
| 7.  | 11. November 2012 | St. Ulrich in Gröden | Teppich (i)   | Andreas Seppi      | 6:1, 6:4             |
| 8.  | 14. Juli 2013     | Istanbul             | Hartplatz     | Dudi Sela          | 6:1, 2:6, 3:2 aufgg. |
| 9.  | 3. November 2013  | Eckental             | Teppich (i)   | Ruben Bemelmans    | 2:6, 7:63, 6:4       |

#### Finalteilnahmen
| Nr. | Datum              | Turnier          | Belag     | Finalgegner           | Ergebnis       |
| --- | ------------------ | ---------------- | --------- | --------------------- | -------------- |
| 1.  | 30. September 2007 | Bangkok          | Hartplatz | Dmitri Tursunow       | 2:6, 1:6       |
| 2.  | 21. Juni 2014      | ’s-Hertogenbosch | Rasen     | Roberto Bautista Agut | 6:2, 6:72, 4:6 |

## Bilanz bei den Grand-Slam-Turnieren

### Einzel
| Turnier1                   | 2017 | 2016 | 2015  | 2014  | 2013 | 2012  | 2011 | 2010  | 2009  | 2008  | 2007  | 2006 | 2005 | 2004 | 2003 | 2002 | Gesamt  |
| -------------------------- | ---- | ---- | ----- | ----- | ---- | ----- | ---- | ----- | ----- | ----- | ----- | ---- | ---- | ---- | ---- | ---- | ------- |
| Australian Open            | –    | 1R   | 3R    | 1R    | 2R   | 1R    | 2R   | 2R    | –     | 1R    | 1R    | –    | –    | –    | –    | –    | 3R      |
| French Open                | –    | 1R   | 3R    | 1R    | 1R   | 1R    | –    | 1R    | –     | 1R    | 1R    | –    | –    | –    | –    | –    | 3R      |
| Wimbledon                  | –    | 2R   | 1R    | 2R    | 1R   | 2R    | –    | 2R    | 2R    | 2R    | 1R    | 2R   | –    | –    | –    | –    | 2R      |
| US Open                    | –    | 1R   | 1R    | 1R    | 2R   | 1R    | –    | 2R    | 1R    | –     | 1R    | AF   | –    | –    | –    | –    | AF      |
| Gewonnene Einzel-Titel     | 0    | 0    | 0     | 0     | 0    | 0     | 0    | 0     | 1     | 0     | 0     | 0    | 0    | 0    | 0    | 0    | 1       |
| Gesamt-Siege/-Niederlagen2 | 0:3  | 8:13 | 11:20 | 27:26 | 9:20 | 10:14 | 3:9  | 29:31 | 14:19 | 11:20 | 21:32 | 9:8  | 0:0  | 0:0  | 0:0  | 0:0  | 153:220 |
| Jahresendposition          | 517  | 119  | 97    | 40    | 78   | 65    | 305  | 53    | 40    | 130   | 87    | 58   | 477  | –    | –    | 949  | N/A     |

Zeichenerklärung: S = Turniersieg; F, HF, VF, AF = Einzug ins Finale / Halbfinale / Viertelfinale / Achtelfinale; 1R, 2R, 3R = Ausscheiden in der 1. / 2. / 3. Hauptrunde bzw. Q1, Q2, Q3 = Ausscheiden in der 1. / 2. / 3. Qualifikationsrunde
1 Turnierresultat in Klammern bedeutet, dass der Spieler das Turnier noch nicht beendet hat; es zeigt seinen aktuellen Turnierstatus an. Nachdem der Spieler das Turnier beendet hat, wird die Klammer entfernt.

2 Stand: Karriereende

## Sonstiges
Es besteht keine familiäre Verbindung zum ehemaligen deutschen Tennisspieler Boris Becker. Benjamin Beckers Großvater war der saarländische Landtagsabgeordnete Alfred Becker, sein Cousin ist der Radiomoderator Tom Becker.